# 梅格斯縣 (田納西州)
梅格斯县（英語：Meigs County）是位於美國田納西州東部的一個縣。面積561平方公里。根據美國2000年人口普查，共有人口11,086人。縣治第開特 (Decatur)。
成立於1799年10月26日。縣名紀念曾任參議員、俄亥俄州州長、郵政部長的小梅格斯 (Return Jonathan Meigs, Jr. )。